# Patriarche d'Occident

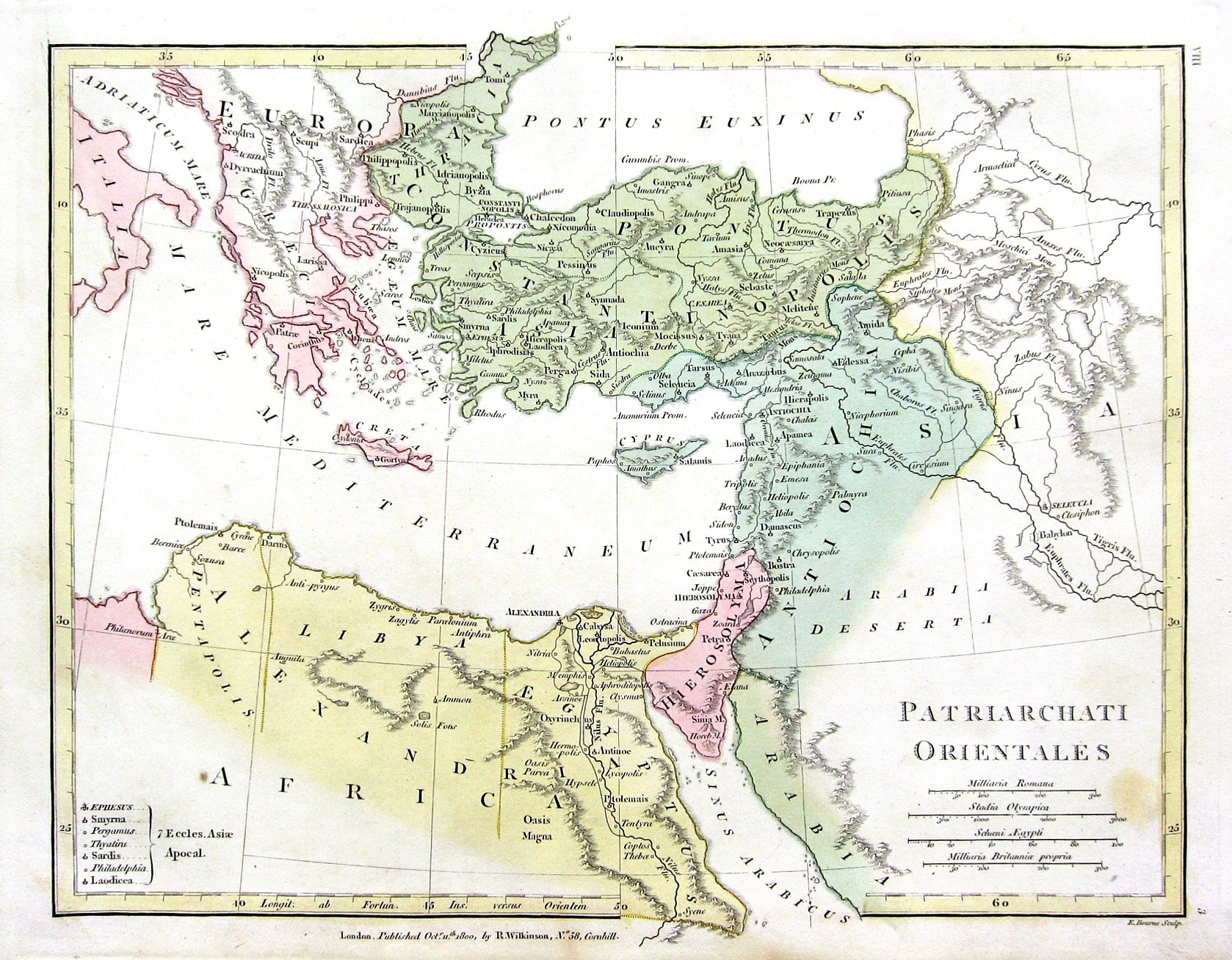
La ligne de division entre le patriarcat de l'Occident et les orientaux comme prévu par l'empereur Justinien (527-565). Léon III l'Isaurien (717-741) assigna après au patriarcat de Constantinople la Grèce et le sud d'Italie en raison de l'opposition du pape à sa politique iconoclaste

Le titre de patriarche d'Occident (en grec Πατριαρχὴς τῆς Δύσεως; en latin : Patriarcha Occidentis) était attribué à l'évêque de Rome (le pape) pendant plusieurs siècles. Le pape Benoît XVI y a renoncé en 2006 en raison du changement de sens du mot occident, qui n'a aujourd'hui qu'une définition territoriale vague.
Même pendant que ce qu'on appelait le Patriarcat d'Occident était une partie de l'Empire byzantin, le territoire qu'on lui assignait n'a pas été toujours le même.
Quelques-uns ont interprété l’expression « Patriarcat d'occident » comme équivalente à « Église latine » sans relation à aucun territoire particulier.
En 2024, le Pape François reprend le titre de Patriarche d'Occident.

## Histoire du titre

### Création
La notion de patriarcat émerge dans l'Antiquité tardive. En 325, le premier concile de Nicée reconnaît l'existence du métropolitain (Μητροπολίτης) comme supérieur aux autres évêques d'une province civile (Ἐπαρχία) : le métropolitain confirme l'élection des évêques de sa province et en préside le synode. Il reconnaît les prérogatives particulières des évêques de Rome, d'Alexandrie et d'Antioche (canon 6),. En 381, le premier concile de Constantinople confirme les prérogatives d'Alexandrie, d'Antioche, et la semblable organisation des diocèses d'Asie et du Pont (canon 2). Il accorde la préséance d'honneur, après Rome, à Constantinople (canon 3),. En 451, le concile de Chalcédoine confirme la primauté d'honneur de l'évêque de Constantinople en Orient et avalise sa juridiction sur trois des cinq diocèses d'Orient : le Pont, l'Asie et la Thrace. Il crée ce qu'on appellera après le patriarcat de Jérusalem en reconnaissant à son évêque une juridiction sur les trois provinces de Palestine.
On trouve pour la première fois le mot « patriarche » employé comme titre chrétien dans deux lettres du 4 avril 450, dans lesquelles Théodose II l'attribue à l'évêque de Rome, Léon Ier, l'une à Valentinien III et l'autre à Galla Placidia. Il est ensuite attribué par Anastase Ier à Hormisdas, dans une lettre du 12 janvier 515. Mais c'était encore un tire honorifique qu'on pourrait donner à n'importe quel évêque vénérable
Dans son organisation de l'Église chrétienne au sein de son empire en pentarchie, Justinien assigne comme frontière orientale du patriarcat d'Occident une ligne qui passait à l'est de la Macédoine, la Grèce et la Crète et puis à l'ouest de Cyrénaïque en Afrique. La zone ainsi attribuée à l'évêque de Rome était moins étendue de ce qu'on pourrait maintenant imaginer, car à l'ouest de cette ligne le territoire contrôlé par Justinien était limité.
Par la novelle 109, datée du 7 mai 541, il réserve le titre de patriarche aux évêques des cinq sièges de Rome, Constantinople, Alexandrie, Théopolis et Jérusalem. D'autres novelles de Justinien définissent les prérogatives des patriarches : le droit d'ordonner les métropolitains ; le droit d'exercer le pouvoir judiciaire ; le droit de convoquer les conciles locaux ; le droit d'inspection sur le patriarcat.
Cette idée de la pentarchie n'est pas acceptée par l'évêque de Rome, qui préfère la théorie des trois sièges pétrines de Rome, Alexandrie et Antioche,,, et déjà exerce son influence sans dépendance de l'empereur byzantin, sur les nouvelles nations occidentales, soit par la conversion au catholicisme des peuples germaniques installés dans ce qui dans le passé était l'Empire romain soit par une expansion missionnaire qui embrasse des nouveaux territoires comme l'Irlande et l'Allemagne.
Léon III l'Isaurien (717-741) punit l'opposition du pape à l'iconoclasme officiel, en transférant de la juridiction de Rome à celle de Constantinople la Grèce et l'Italie du sud, pour ainsi priver le pape de presque tout le territoire impérial qu'on lui avait affecté comme patriarche. mais peu de temps après l'Empire byzantin perd toutes ses possessions en Occident, y compris la ville de Rome.
D'après le Conseil pontifical pour la promotion de l'unité des chrétiens, le titre de patriarche d'Occident n'est adopté qu'en 642, par Théodore Ier. Il n'est que rarement utilisé par ses successeurs jusqu'au XVIe siècle ou XVIIe siècle.
Aux XIIe siècle et XIIIe siècle, le patriarcat d'Occident apparaît comme une juridiction distincte de celles des patriarcats latins créés, à la suite des croisades, à Jérusalem, Antioche et Constantinople. Mais ces patriarcats sont éphémères. Les deux patriarcats latins créés à la suite de la première croisade, Jérusalem et Antioche, cessent d'être résidentiels, le second avec la prise d'Antioche en 1268 et le premier avec la prise de Saint-Jean-d'Acre en 1291. Le patriarcat latin de Constantinople, créé à la suite de la quatrième croisade, cesse d'être résidentiel avec la reprise de la ville par les Byzantins en 1261.
Le titre de patriarche d'Occident n'apparaît pour la première fois dans l'Annuario pontificio qu'en 1863, sous le pontificat de Pie IX : l'évêque de Rome y est qualifié de vicaire de Jésus-Christ, successeur du prince des apôtres, pontife suprême de l'Église universelle, patriarche d'Occident, primat d'Italie, archevêque et métropolitain de la province romaine et souverain des domaines temporels de la Sainte-Église romaine.
Le code de droit canonique de 1917 ignore le titre de patriarche d'Occident. Le canon 218 présente l'évêque de Rome comme Pontife romain (c'est-à-dire évêque de Rome), successeur de saint Pierre dans sa primauté, ayant non seulement la primauté d'honneur, mais le pouvoir de juridiction suprême et entier sur l'Église universelle. Le canon 271 dispose qu'en l'Église latine le titre de patriarche et celui de primat ne confèrent que des prérogatives d'honneur et un droit de préséance. Les pouvoirs des patriarches des Églises catholiques orientales sont indiqués dans le code des canons des Églises orientales, canons 78–101.

### Disparition et rétablissement
Jean-Paul II est le dernier pape ayant porté le titre de patriarche d'Occident pendant tout son pontificat. Son successeur, Benoît XVI, y renonce,. François ne le rétablit pas dans un premier temps.
Le cardinal Jean-Pierre Ricard a observé:
« Ce titre de « patriarche d’Occident » est sans doute désuet. Il avait pourtant l’avantage de nous rappeler que l’autorité du pape ne s’exerce pas de manière uniforme. Patriarche d’Occident, le pape sait qu’il n’exerce pas le même degré d’autorité partout, ce qui ne l’empêche pas d’être pape où qu’il soit et quoi qu’il fasse. Il faut, en effet, distinguer l’autorité du pape comme évêque de Rome dans son propre diocèse, celle du pape comme métropolite d’Italie, celle du pape comme patriarche d’Occident, c’est-à-dire sur l’Église latine, et celle du pape au sein de la communion des Églises. En effet, si on regarde les Églises orientales catholiques, on perçoit fort clairement que le pape n’intervient pas aussi directement dans leur vie interne que dans l’Église latine. En particulier, les Églises patriarcales catholiques jouissent d’une certaine autonomie de fonctionnement. Distinguer ainsi ces différents modes 
d’exercice de l’autorité du pape pourrait contribuer à lever un certain nombre de critiques ou d’appréhensions dans le dialogue œcuménique, en particulier avec les Églises orthodoxes et les anciennes Églises orientales ».
À partir de l'année 2024, le pape François rétablit le titre de « patriarche d'Occident » dans l'annuaire pontifical.